# Мурат Карайълан
Мурат Карайълан (на кюрдски: Murat Karayılan, на турски: Murat Karayılan) е кюрдски революционер, участник в турско-кюрдския конфликт. През 1999 година става лидер на Кюрдската работническа партия, като заема мястото на Абдула Йоджалан, който е заловен от турските власти.
Карайълан призова кюрдите да не служат в турската армия, да не си плащат данъците и да не говорят на турски език.

## Биография
Мурат Карайълан е роден през 1954 година в град Биреджик, вилает Шанлъурфа, Турция. През 1979 година става член на ПКК, става активен деец в родния си вилает. След държавния преврат в Турция през 1980 година бяга в Сирия.